# Armeria beirana
Armeria beirana  är en triftväxt som beskrevs av João Manuel Antonio do Amaral Franco. Armeria beirana ingår i släktet triftar, och familjen triftväxter.

## Underarter
- Armeria beirana ssp. altimontana [1] Franco